# Norra skenet
Norra skenet (šved.: sjeverna svjetlost), skulptura umjetnika Ernsta Nordina u kampusu Sveučilišta Umeå u istoimenom gradu u Švedskoj.
U sklopu planiranja kampusa Sveučilišta Umeå 1967. godine organiziran je bio natječaj za skulpturu na kojem je pobijedio Ernst Nordin. Norra skenet postavljena je 1969. u kampusu, a zatim je 1995. preseljena na sadašnju lokaciju u blizini sveučilišne brane zbog izgradnje učiteljske sportske dvorane.
Skulptura je izgrađena od sjajnog nehrđajućeg čelika. Pravokutne čelične cijevi zavarene su zajedno u dijagonalnu kompoziciju, što podsjeća na auroru borealis. Struktura je osvijetljena ugrađenim reflektorima.
Sveučlište u Umeu koristi skulpturu u marketinške svrhe.